# Phyllotopsis nidulans
Phyllotopsis nidulans (Pers.) Singer, Revue Mycol., Paris 1: 76 (1936).
Phyllotopsis nidulans, è un fungo di dimensioni contenute ma assai vistoso per il suo colore.

## Descrizione della specie

### Cappello
Di forma pleurotoide ondulato ed irregolare, di colore giallo finemente ornamentato da vistosa peluria bianca, 3–8 cm.  margine involuto nei giovani esemplari.

### Lamelle
Lamelle mediamente fitte, adnato-decorrenti, di colore giallo aranciato, intervallate da lamellule.

### Gambo
Assente o decentrato-breve, con portamento pleurotoide.

### Carne
Giallo aranciato pallido.
- Odore: forte di cavolo o alliaceo.
- Sapore:

### Spore
Colore rosa pallido-salmone, μ 5-8 x 2-4; lisce, non amiloidi, lunghe-ellittiche.

## Habitat

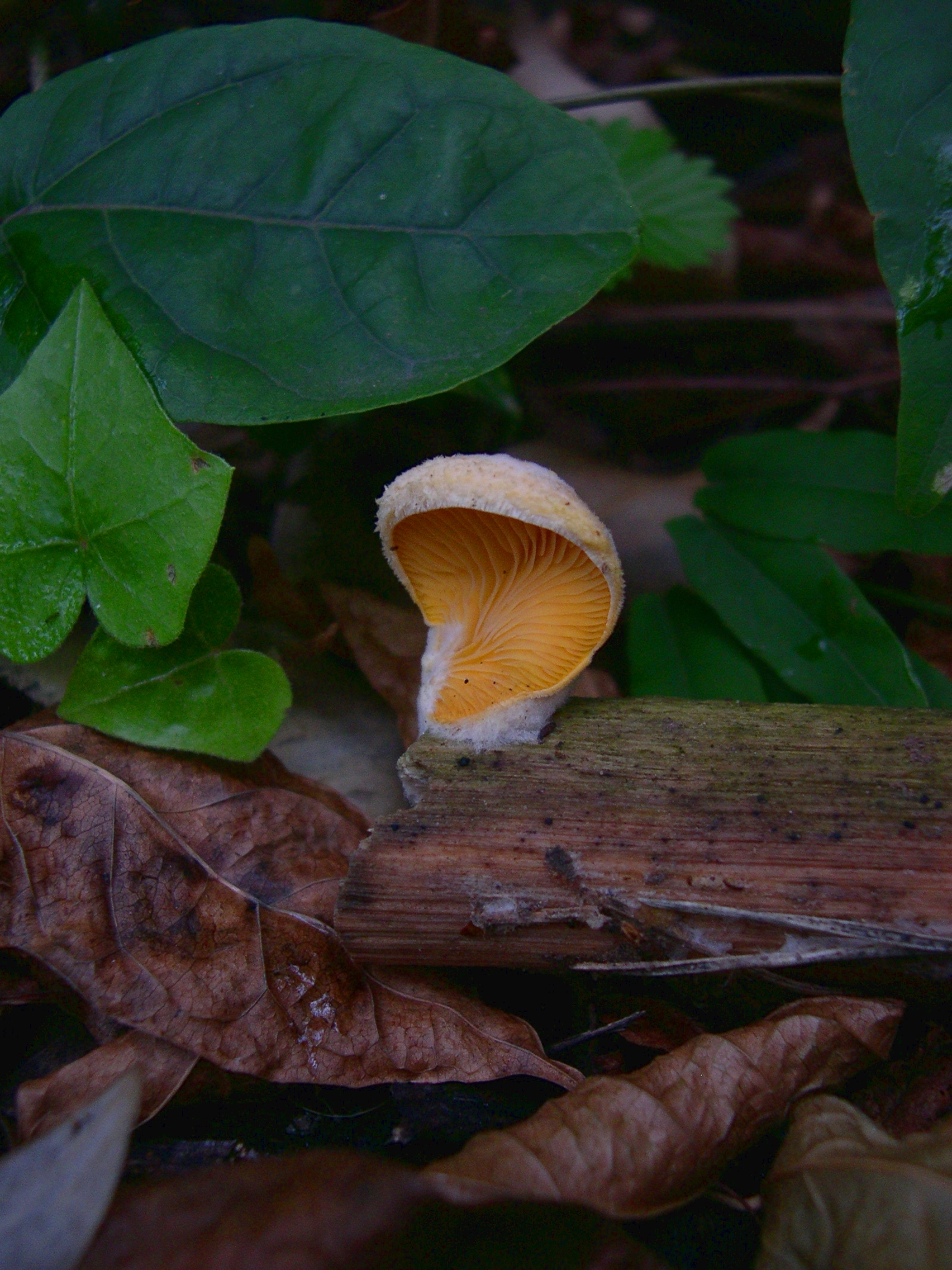
Phyllotopsis nidulans

Saprofita su legni duri o di conifera, autunno inverno.

## Commestibilità
Ignota. L'assaggio è comunque sconsigliato dal suo odore repellente.

## Specie simili
Fungo di facile riconoscibilità, potrebbe essere confuso da un osservatore assai sprovveduto con un Pleurotus, nient'altro che per la sua forma.
La Tapinella panuoides un po' simile per forma e dai colori meno vivaci, ha lamelle anastomizzate e separabili, e spore in massa brune.

## Etimologia
Nidulans dal latino = nidificante, per la forma dei giovani esemplari.

## Sinonimi e binomi obsoleti
- Agaricus jonquilla Lév., Icon. Champ.: 10 (1855)
- Agaricus nidulans Pers., Icon. Desc. Fung. Min. Cognit. (Leipzig) 1: 19 (1798)
- Claudopus nidulans (Pers.) Peck, Ann. Rep. N.Y. St. Mus. nat. Hist. 39: 67 (1887) [1886]
- Crepidotus jonquilla (Lév.) Quél., Flore mycologique de la France et des pays limitrophes (Paris): 75 (1888)
- Crepidotus nidulans (Pers.) Quél., Mém. Soc. Émul. Montbéliard, Sér. 2 5: 114 (1875)
- Dendrosarcus nidulans (Pers.) Kuntze, Revis. gen. pl. (Leipzig) 3: 464 (1898)
- Panus nidulans (Pers.) Pilát, Mykologia (Prague) 7(2): 90 (1930)
- Panus stevensonii Berk. & Broome, Ann. Mag. nat. Hist., Ser. 5 3: 209 (1879)
- Pleurotus nidulans (Pers.) P. Kumm., Führ. Pilzk. (Zwickau): 105 (1871)
- Pocillaria stevensonii (Berk. & Broome) Kuntze, Revis. gen. pl. (Leipzig) 3(2): 506 (1898)